# 大谷古墳 (京丹後市)
大谷古墳（おおたにこふん）は、京都府京丹後市大宮町谷内小字大谷にある古墳。帆立貝式の前方後円墳である。出土石棺及び出土遺物は京丹後市指定文化財。

## 概要
竹野川を見下ろす丘陵先端に単独で築造された古墳である。出土品類から５世紀前半の築造と推定されている。被葬者の完全な人骨が遺存し、人骨が熟年女性であることが特徴として挙げられる。このことから、当地域は古墳時代中期のある時期、女性首長による統治が行われていたとする説もある。また、支配者を象徴する鏡・玉・剣の三種の神器が出土している。女性首長を葬った古墳は熊本県宇土市の向野田古墳、大分県大分市の築山古墳など数例しかない。そのため、発掘当時は「丹後の卑弥呼」と比喩され話題になった。また、移築に備えた作業中に、墳丘盛土の下層から弥生時代の台状墓に伴う主体部が4基重複（合計6基）した状態で確認されている。

## 発掘の経緯
1987年（昭和62年）、京都府中郡大宮町の企業造成予定地として、大宮町字谷内小字大谷地区が選ばれた。予定地内には周知の遺跡は存在しないとされていたが、丘陵地での大規模工事であるため、京都府教育委員会文化財保護課の協力を得て、予定地及び周辺の詳細な遺跡分布調査を実施した。この時、存在が確認された遺跡の一つが大谷古墳である。大谷古墳ほか4箇所の遺跡の発見により、大宮町教育委員会は大宮町産業課に対し、工業団地造成予定計画の変更を求め、協議を行った。その結果、4箇所の遺跡については極力現状のままで保存することになったが、造成予定地の中心部に位置する大谷古墳については、設計上現状保存が困難とされ、記録保存を前提とする発掘調査を実施することになった。

## 規模

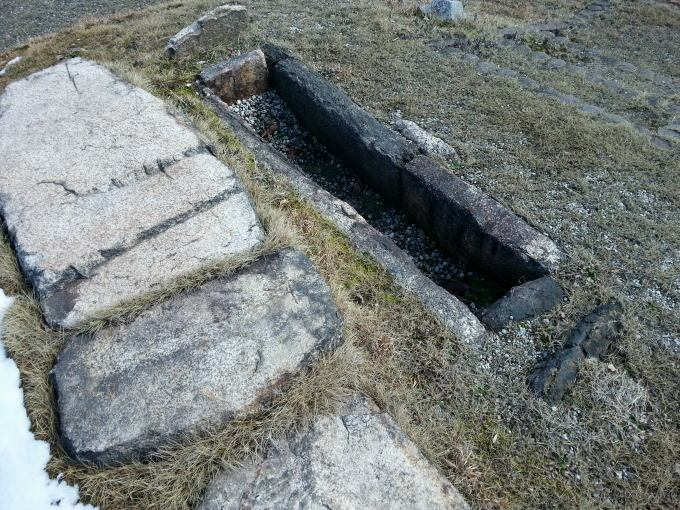
大谷古墳石棺

規模に比べて前方部が短い帆立貝式の前方後円墳であり、埴輪・葺石・段築はない。
墳丘
- 全長32メートル
- 後円部径26メートル
- 前方部幅19メートル
- 基底部からの高さ
  - 後円部4メートル
  - 前方部2.5メートル
- 墳丘の裾部
  - 幅約1.5メートル

墳頂部
- 直径12.5メートル × 短径11メートルの主軸方向に長い不整な円形

## 出土品
古墳に伴う遺物

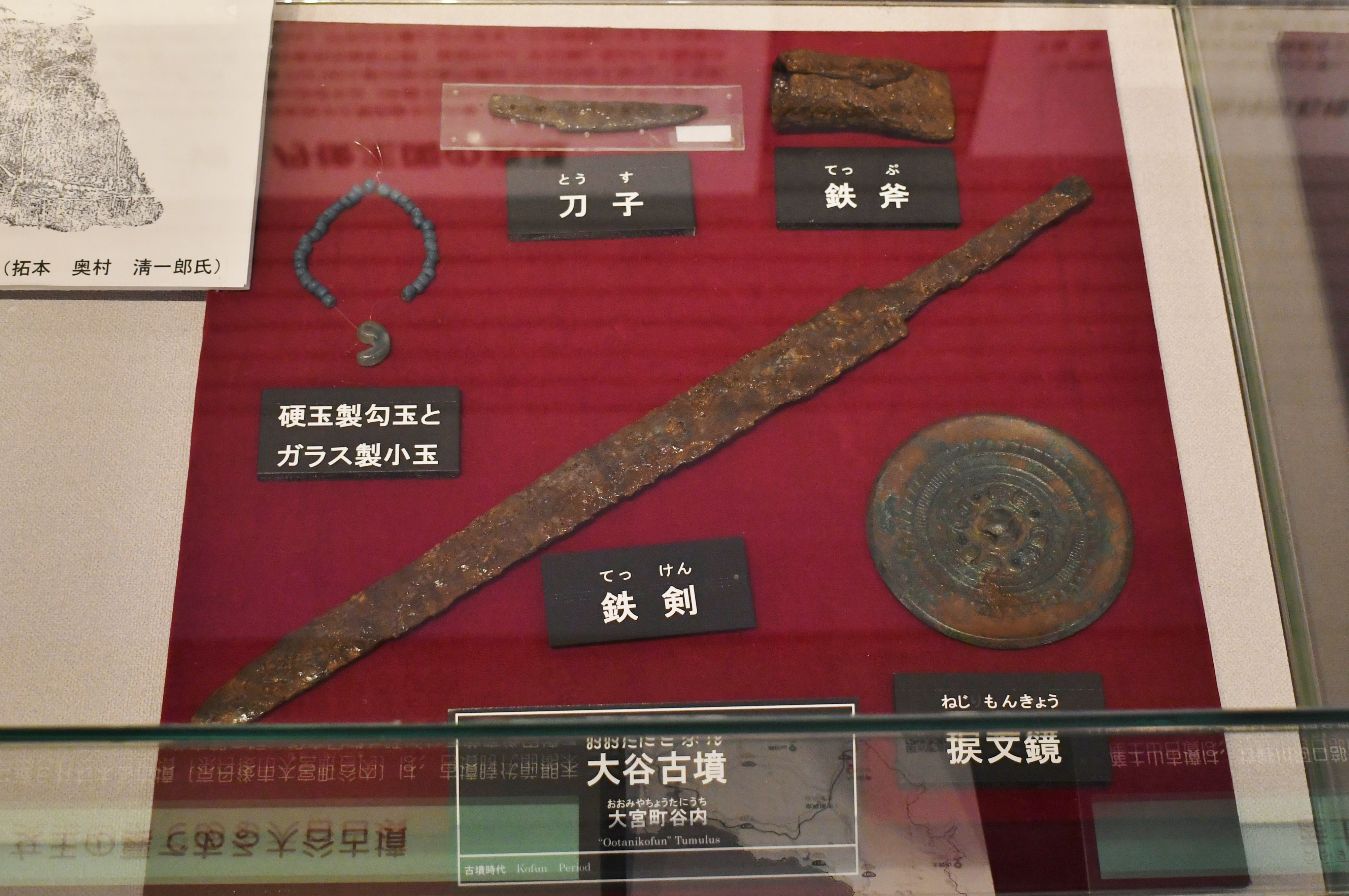
出土品丹後古代の里資料館展示。

- 銅鏡1面:面系10.8センチメートル、縁面0.4センチメートル、反り0.2センチメートル。極めて保存状態が良い[8]。
- 勾玉1点:緑色半透明を呈する良質な硬玉製品「C」字型。腹部に未調整面がある[8]。
- ガラス小玉33点:青色を呈する臼玉状品[9]。
- 鉄剣1本:両関。断面はレンズ状を呈している。身の一部に布目痕、茎の一部に木質が遺存する。全長43.7センチメートル、刃部長33.9センチメートル、最大幅3.0センチメートル、厚さ0.5センチメートル、茎部長9.6センチメートル[8]。
- 鉄斧1点:鍛造の袋状鉄斧。袋状の成型は粗雑である。全長7.2センチメートル、刃幅3.3センチメートル[9]。
- 刀子1点:[7]
  - 男性被葬者には複数の刀剣が副葬されるのに対して、女性副葬者では1本に限定されるなど、刀剣類の副葬数に性差が存在する[10]。

弥生時代の遺物（下層部の弥生時代墳墓）
- 弥生土器:壺、甕、高坏等の器形がある[9]。
- 鉄鏃1点:木葉形の鏃身に茎がつくものと考えられている[11]。

石棺
- 花崗岩質の地山を切り出した部分、墳丘の主軸と直交する方向に、組合式石棺が営まれている[12]。
- 墓壙は長さ4.55メートル、幅2.8メートル、北東辺の一部に張り出した部分は階段と見られている[12]。
- 深さは約1メートル、石棺材を添えつける位置のみ溝状に彫り凹められている[12]。
- 内部は弁柄で一面えんじ色に塗られていた[13]。粘土等で石材隙間が密閉され千数百年にわたり土砂の流入を防いできた為、保存状態が良かったと推測される[14]。

## 人骨
足首を除くほぼ全身各部の骨が残存した状態で発見されたが破損は著しかった。寛骨の形状から女性と判定され、大臼歯歯冠の摩耗が著しく、腰椎椎体の前面に経度の嘴状骨増殖が認められることから死亡年齢が熟年前半と推定される。他地域で同時期に発見された女性の人骨と比較し、著しく長い脳頭蓋、極端に低い顔面、鼻といった特徴から縄文人的色彩が強い。

## 女性祭祀者
記紀にも記述されている様に、第9代開化天皇の妃である竹野媛、第11代垂仁天皇の后である日葉酢媛を輩出し、大谷古墳近くの丹後国二之宮でる大宮売神社に祀られる天鈿女神（大宮売神）や比沼麻奈為神社に祀られる豊受大神も女性神であることから、古代丹後は女性の地位が高かったことが推測される（当地の式内社の祭神は全て豊受大神。大宮売神社の祭神二座の内の一座である若宮売神は豊受大神と同一神とされ、波彌神社の祭神は武埴安彦命であるが元来は豊受大神とされる）。近年、神社そのものが前方後円墳であることが判明している大宮売神社は古代祭祀場から神社へと発展したものであり、1879年（明治12年）に二の鳥居の下から壷や曲玉・勾玉が発見されている。これらの品は祭事の跡（3世紀頃:弥生時代後期）を物語っている。大宮売神は巫女（シャーマン）であり、曲玉や勾玉は木の枝につけて祈祀の道具とした。これらのことからも女性祭祀者でなかったかと考えられる。大谷古墳も弥生時代墳墓を下層遺構とする古墳であり大宮売神社と同様に弥生時代の遺物が発掘されている。

## 丹後の弥生墳丘墓の独自性
丹後王国論を提唱する歴史学者の門脇禎二（京都府立大学名誉教授）は、竹野川流域を中心とした政治領域があったと考察している。その論の特徴の一部に先述したトヨウケモチ（豊受大神）信仰、竹野川流域の丘陵地で見られる方形台状墓は丹後を起源とする論じている。丘陵地の突端の斜面を削り出した台状墓は弥生時代後期の丹後・但馬の独自のものであり出雲を中心とした因幡、伯耆、越で見られる山陰を代表する四隅突出型墳丘墓は丹後・但馬では見られない。この事から出雲とは一線を画する独自文化圏を持った勢力があったと考えられている。これらの台状墓は大谷古墳がある近隣の竹野川上流部域の丘陵地帯に大谷古墳も含め三坂神社墳墓群、左坂古墳群、今市古墳群、比丘尼屋敷墳墓などの台状墓が狭い地域内で多数発見されている。

## 周辺地域の類似事例
7世紀の令制国成立以前は丹後国と同国であった但馬国内の兵庫県朝来市和田山町にある向山古墳群の2号墳より、古墳時代前期の女性首長と思われる人骨が発掘されている。大臼歯歯冠の摩耗が著しく推定年齢は40～60歳、奥歯がなく虫歯の痕があり、推定身長は木棺の大きさより150cmとされる。棺が納められた竪穴式石室の内壁と被葬者の頭蓋骨は赤く塗られ、4つに割られた内行花文鏡と槍鉋2点が副葬され、墓壙内には土師器壺2個が据えられていた。また、周辺には「但馬の王墓」とされる近畿地方最大級の円墳（茶すり山古墳）があるなど、様々な点において大谷古墳との類似性が高い。
- その他の地域から女性人骨が出土した古墳

| 地域         | 年代      | 古墳名            | 墳形・墳長                          | 女性人骨のデータ                                                            |
| ------------ | --------- | ----------------- | ----------------------------------- | --------------------------------------------------------------------------- |
| 山形県米沢市 | 5世紀後半 | 戸塚山古墳137号墳 | 帆立貝式前方後円墳:墳丘長24メートル | 身長145cm 40～50歳 虫歯7本                                                  |
| 山口県平生町 | 5世紀前半 | 神花山古墳        | 前方後円墳:墳墓長39メートル         | ほぼ完全な状態で発掘されたが占領軍に持ち去られ現存は頭蓋骨のみ 20代前半女性 |
| 大分県宇佐市 | 4世紀後半 | 免ヶ平古墳        | 前方後円墳:墳丘長50メートル         | 30～40歳                                                                    |
| 熊本県宇土市 | 4世紀後半 | 向野田古墳        | 前方後円墳:墳丘長86メートル         | 身長約150cm、肩幅32～33cm、虫歯1本 30代後半～40代                           |
| 大分県大分市 | 5世紀中頃 | 築山古墳          | 前方後円墳:墳丘長80メートル         | 埋葬者が速吸日女(速来津姫)という説がある。石室に34㎏の朱が使われている      |
| 愛媛県今治市 | 5世紀中頃 | 古谷犬山谷古墳    | 方墳:10x10メートル                  | 身長は低く高齢者と推定される。老齢男性と別石棺で発見                        |

全国的にも女性の人骨がほぼ完全な状態で発見される事は少ない上、更に女性首長の可能性がある事例は大変希である。

## 周辺古墳との比較と丹後の繁栄時期
- 丹後にある主な墳丘墓・古墳の規模と築造時期

| 年代              | 古墳名                            | 墳形・墳長                             | その他データ                                       |
| ----------------- | --------------------------------- | -------------------------------------- | -------------------------------------------------- |
| 2世紀後半         | 大風呂南墳墓群2号墳(墳墓群中最古) | 卓状墓:22x18メートル                   |                                                    |
| 2世紀末-3世紀初頭 | 赤坂今井墳墓                      | 台状墓:東西32メートルx南北39メートル   | 弥生時代の古墳としては国内有数の大型墳墓、国の史跡 |
| 3世紀後半         | 涌田山1号墳                       | 帆立貝式前方後円墳:墳丘長約100メートル | 府指定史跡                                         |
| 4世紀初頭         | 白米山古墳                        | 前方後円墳:墳丘長90メートル            | 国の史跡                                           |
| 4世紀中頃-後期    | 蛭子山古墳                        | 前方後円墳:墳丘長145メートル           | 国の史跡                                           |
| 4世紀後半         | 網野銚子山古墳                    | 前方後円墳:墳丘長198メートル           | 日本海側最大の前方後円墳、国の史跡                 |
| 4世紀末-5世紀初頭 | 神明山古墳                        | 前方後円墳:墳丘長190メートル           | 国の史跡                                           |
| 5世紀前半         | 黒部銚子山古墳                    | 前方後円墳:墳丘長105メートル           | 府指定史跡                                         |
| 5世紀中頃         | 産土山古墳                        | 円墳:直径55メートル                    | 国の史跡                                           |
| 5世紀中頃         | 離湖古墳                          | 方墳:34x43メートル                     |                                                    |

丹後は弥生時代後期に列島内外との交流を通じて独自の勢力圏を築き上げる。この時期は倭国大乱によって瀬戸内海の交易ルートが細くなっており、丹後を経由して大陸物資が畿内や東海にもたらされたと考えられる。丹後は耕作可能な土地が少なく農業生産力は限られているが、中国や朝鮮半島との鉄製品やガラスなどの交易や先進技術によって急速に発展していった。丹後系の土器は北近畿一帯に広がり、大風呂南墳墓・赤坂今井墳墓という王墓とも称される傑出した墳丘墓が出現し、後期末に繁栄は頂点を迎える。
弥生時代後期の伝統をひく方形墳は古墳時代前期に入っても引続き構築されている。大型の前方後円墳が出現する以前の古墳時代前期前半では、楕円形の大型円墳が王墓と考えられている。温江丸山古墳で三角縁神獣鏡や碧玉製腕飾りが出土しており、ヤマト政権との関係が示唆される。円墳に短い前方部がつく墳長100メートルの湧田山古墳は、ホケノ山古墳などと同形の纒向型前方後円墳とも目される。
丹後が繁栄した時代は2世紀後半から5世紀後半の約250年と考えられ、黒部銚子山古墳を最後に丹後では巨大な前方後円墳が作られなくなり、産土山古墳や離湖古墳といった規模が小さい円墳や方墳が作られるようになった5世紀末と第21代雄略天皇の代とが重なるこの時期が丹後のターニングポイントとなったと考えられる。雄略22年日本書紀によると浦嶋子が常世の国へ行った（最古の浦島伝説）と記される年に当たる。又、同年、伊勢神宮の社伝(止由気宮儀式帳）によると雄略天皇は神託により豊受大神を外宮へと遷宮をする。（京丹後市峰山町の比沼麻奈為神社が本地とされる）雄略天皇は吉備氏を始め各地のの有力氏族を討つ、屈服させ、それを境に丹後に限らず地方の大型前方後円墳は築造されなくなった。丹後が最も栄えたであろう古墳時代前期に作られた大谷古墳は規模、築造時期などから網野銚子山古墳、神明山古墳と続く最高首長に連なる在地の小首長の墳墓と解される。

## 現地情報
所在地
- 京都府京丹後市大宮町谷内小字大谷

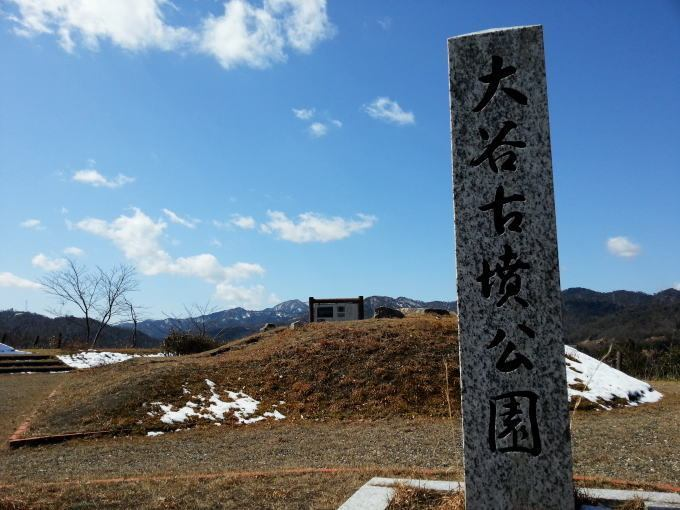
大谷古墳公園

墳丘を4分の1に復元した公園が整備されている。古墳が存在した場所は、株式会社大宮日進の工場敷地内となっている。